# Jocul de cărți (film din 1972)

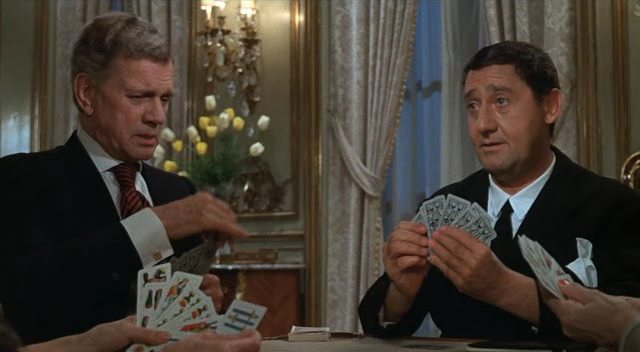
Joseph Cotten și Alberto Sordi într-o scenă din film

Jocul de cărți  (titlul original: în italiană Lo scopone scientifico) este un film de comedie dramatică italian, realizat în 1972 de regizorul Luigi Comencini, protagoniști fiind actorii Alberto Sordi, Silvana Mangano, Bette Davis și Joseph Cotten. 
Filmul este considerat ca făcând parte din capodoperele comediei italiene și a fost inclus ca o lucrare reprezentativă în lista celor 100 de filme italiene de salvat.

## Conținut
O bătrână miliardară americană călătorește în lume după bunul plac și în fiecare țară îi place să ia oameni din mahala la jocuri ample de cărți pentru a demonstra că este bogată și inteligentă. Într-un fel, averea ei ar fi meritată. Jocul său preferat este scopa, un joc de memorie și reflecție. Dar afacerea este distorsionată, tocmai pentru că este foarte bogată. Deoarece acesta este un joc de noroc și de fiecare dată când dublează miza, este sigură că poate continua la nesfârșit și prin urmare, să câștige și mai mulți bani.
Peppino și Antonia sunt vechi prieteni ai acestei bătrâne doamne deoarece de șase-șapte ani, bătrâna mereu vine însoțită de George în Italia să joace cu ei cărți. Prin urmare, vor fi adversarii săi de fiecare dată, dar și servitori și prieteni, într-un joc nesfârșit în care întreaga mahala din Roma se alătură pentru a o provoca pe bătrână și a-i sprijini pe Antonia și Peppino să câștige banii bătrânei, sperând că și ei vor primi o cotă-parte din ei.
Cu multiple răsturnări de situație, relația de dragoste și prietenie dintre bătrână și cei doi săraci, filmul, departe de a fi manicheic, oferă o analiză foarte detaliată a relațiilor sociale, emoționale și economice.

## Distribuție
- Alberto Sordi – Peppino
- Silvana Mangano – Antonia, soția lui Peppino
- Bette Davis – bătrâna miliardară americană
- Joseph Cotten – George, însoțitorul ei
- Antonella Di Maggio – Cleopatra
- Daniele Dublino – Don Roberto, pastorul
- Luciana Lehar – Jolanda, sora lui Peppino
- Franca Scagnetti – Pasqualina, bucătăreasa
- Guido Cerniglia – medicul personal al bătrânei
- Piero Morgia – exploatatorul (peștele) Jolandei
- Dalila Di Lazzaro – infermiera
- Mario Carotenuto – Armando Castellini, zis „profesorul”
- Domenico Modugno – Righetto
- Ennio Antonelli – unchiul Osvaldo, impresarul pompelor funebre
- Giacomo De Michelis – borgataro
- Giselda Castrini – colega Jolandei
- Marco Tulli – impresarul pompelor funebre de lux

## Premii
S-au acordat următoarele premii:
- 1973 - David di Donatello
  - Cel mai bun actor lui Alberto Sordi
  - cea mai bună actriță lui Silvana Mangano
- 1973 - Nastro d'argento
  - Cel mai bun actor în rol secundar a Mario Carotenuto